# Taufbecken (Rouffach)

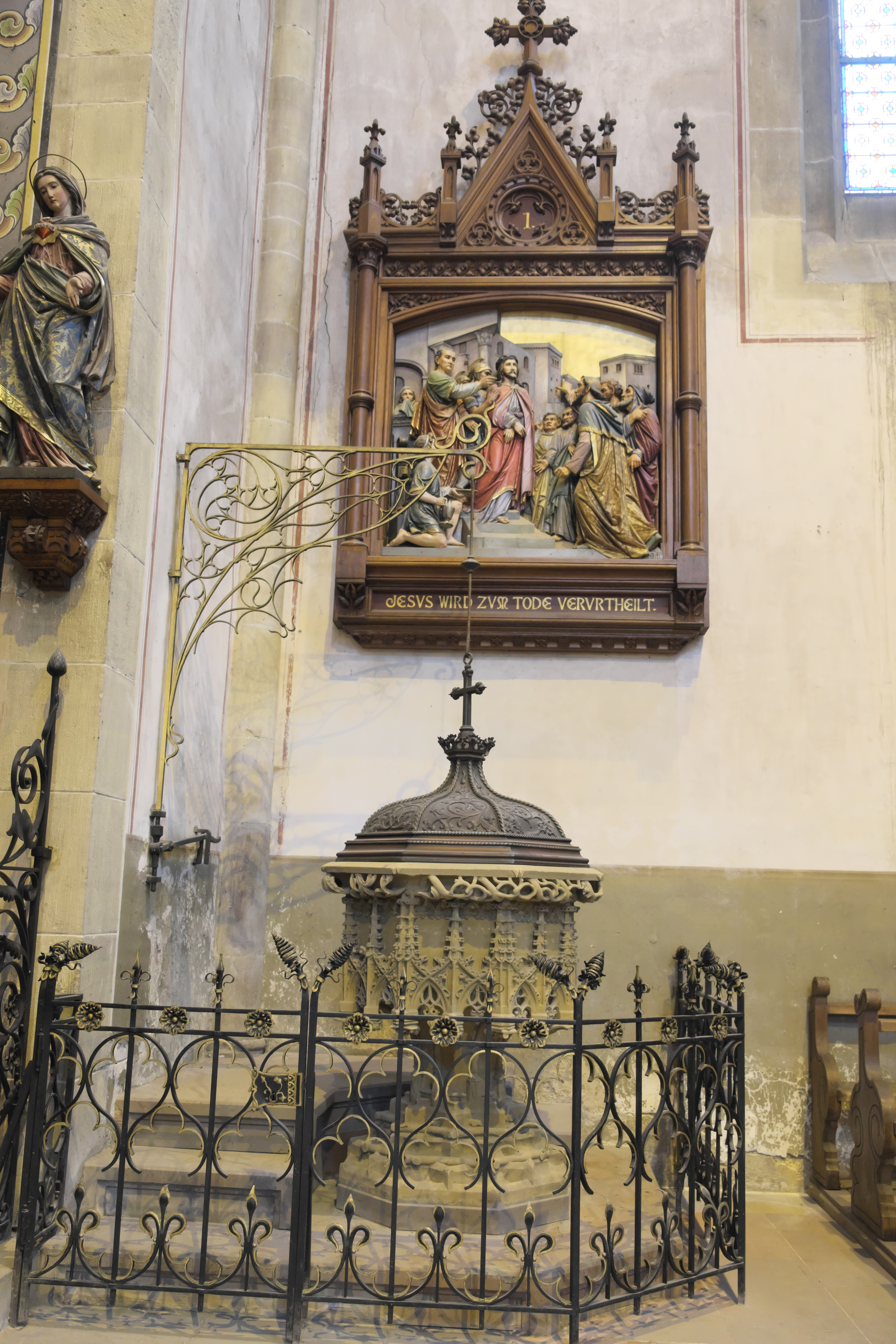
Taufbecken in Rouffach

Das Taufbecken in der katholischen Kirche Mariä Himmelfahrt in Rouffach, einer französischen Gemeinde im Département Haut-Rhin in der Region Grand Est (früher Elsass), wurde vermutlich Anfang des 16. Jahrhunderts geschaffen. Im Jahr 2000 wurde das spätgotische Taufbecken als Monument historique in die Liste der geschützten Objekte (Base Palissy) in Frankreich aufgenommen.
Das 1,25 Meter hohe Taufbecken im südlichen Querhaus, das aus einem einzigen Sandsteinblock geschaffen wurde, besitzt einen schmiedeeisernen Ausleger, der an der Wand befestigt ist, mit dessen Hilfe der Deckel entfernt werden kann. Ausleger und Deckel wurden Ende des 19. Jahrhunderts angefertigt.
Das Taufbecken aus einer unbekannten Werkstatt steht auf einem achteckigen Sockel aus dem 19. Jahrhundert. Das ebenfalls achteckige Becken ist ringsum mit Reliefs aus Wimpergen, die in Form von Maßwerken und Kreuzblumen ausgeführt sind, geschmückt. Der Beckenrand ist in Form eines durchbrochenen Astwerks ausgeführt. An einer Seite ist das Wappen des Straßburger Bischofs Wilhelm von Hohnstein († 1541) zu sehen.
Der achteckige Deckel aus Kupfer wird durch schnurartige Wülste in acht Teile gegliedert, die mit pflanzenartigen Reliefs geschmückt sind. Ein Kreuz, an dem der Mechanismus zum Entfernen des Deckels befestigt ist, bekrönt den Deckel.
Mit einem schmiedeeisernen Gitter wird das Taufbecken vom übrigen Raum abgetrennt.